# Ciasem Hilir
Ciasem Hilir is een bestuurslaag in het regentschap Subang van de provincie West-Java, Indonesië. Ciasem Hilir telt 10.128 inwoners (volkstelling 2010).